# Reprezentacja San Marino w baseballu mężczyzn
Reprezentacja San Marino w baseballu mężczyzn należy do Europejskiej Konfederacji Baseballowej. Na European Baseball Championship w 1971 zajęła 5. miejsce, pokonując w turnieju reprezentację Hiszpanii oraz Wielkiej Brytanii, a także w 1985 zajmując 6. – ostatnią pozycję. W rankingu IBAF zajmuje 71. miejsce. 

## Udział w turniejach międzynarodowych
Mistrzostwa Europy:
- 1971: 5. miejsce
- 1985: 6. miejsce